# Путоранский заповедник
Путора́нский госуда́рственный приро́дный запове́дник — заповедник, расположенный в пределах плато Путорана, в северо-западной части Среднесибирского плоскогорья, южнее полуострова Таймыр. Площадь территории заповедника — 1 887 251 га, охранная зона 1 773 300 га.

## Описание
Основан 15 декабря 1988 года, имеет штат в количестве 28 человек. Администрация заповедника находится в Норильске (Красноярский край). С 20 марта 2013 года перестал быть самостоятельным учреждением и вошёл в состав ФГБУ «Заповедники Таймыра» вместе с Таймырским и Большим Арктическим заповедниками.

## Назначение заповедника
Основными целями создания заповедника является охрана:
- горно-озёрно-таёжных ландшафтов;
- своеобразного растительного мира;
- редких видов животных, в том числе путоранского подвида снежного барана (внесён в Красные Книги СССР и России);
- крупнейшей в мире популяции дикого северного оленя, зимовочные местообитания которого находятся на территории заповедника[2].

## Всемирное наследие
Территория заповедника в августе 2010 года получила признание ЮНЕСКО в качестве памятника Всемирного наследия. Решение обосновано тем, что на изолированном горном хребте наблюдается идеальное сочетание субарктических и арктических экосистем, таких, как девственная тайга, лесотундра, арктическая пустыня. Отмечается также наличие нетронутых речных и озёрных систем. Особый интерес представляет исключительная по масштабам миграция северных оленей.

## Происшествия
8 сентября 2021 года на Большом Иркиндинском водопаде (Китабо-Орон) во время подбора места для съёмок учебного фильма МЧС погибли кинематографист Александр Мельник и глава МЧС России Евгений Зиничев.